# Šilo
Šilo – wieś w Chorwacji, w żupanii primorsko-gorskiej, w gminie Dobrinj. W 2011 roku liczyła 384 mieszkańców.